# Shkëlzen Ruçi
Shkëlzen Ruçi (Elbasan, 1º luglio 1992) è un calciatore albanese, portiere del Vora.

## Carriera
Il 22 luglio 2016 viene acquistato a titolo definitivo dalla squadra albanese del Luftëtari.

## Statistiche

### Presenze e reti nei club
Statistiche aggiornate al 18 maggio 2021.
| Stagione            | Squadra             | Campionato          | Campionato | Campionato | Coppe nazionali | Coppe nazionali | Coppe nazionali | Coppe continentali | Coppe continentali | Coppe continentali | Altre coppe | Altre coppe | Altre coppe | Totale | Totale |
| Stagione            | Squadra             | Comp                | Pres       | Reti       | Comp            | Pres            | Reti            | Comp               | Pres               | Reti               | Comp        | Pres        | Reti        | Pres   | Reti   |
| ------------------- | ------------------- | ------------------- | ---------- | ---------- | --------------- | --------------- | --------------- | ------------------ | ------------------ | ------------------ | ----------- | ----------- | ----------- | ------ | ------ |
| 2010-2011           | Elbasani            | KS                  | 3          | -3         | CA              | 0               | 0               | -                  | -                  | -                  | -           | -           | -           | 3      | -3     |
| 2011-2012           | Elbasani            | KP                  | 24         | -33        | CA              | 4               | -11             | -                  | -                  | -                  | -           | -           | -           | 28     | -44    |
| 2012-2013           | Elbasani            | KP                  | 26         | -36        | CA              | 2               | -1              | -                  | -                  | -                  | -           | -           | -           | 28     | -37    |
| 2013-2014           | Bylis Ballsh        | KS                  | 8          | -11        | CA              | 4               | -5              | -                  | -                  | -                  | -           | -           | -           | 12     | -16    |
| 2014-2015           | Elbasani            | KS                  | 18         | -30        | CA              | 3               | -6              | -                  | -                  | -                  | -           | -           | -           | 21     | -36    |
| Totale Elbasani     | Totale Elbasani     | Totale Elbasani     | 71         | -102       |                 | 9               | -18             |                    | -                  | -                  |             | -           | -           | 80     | -120   |
| 2015-2016           | Bylis Ballsh        | KS                  | 6          | -13        | CA              | 1               | 0               | -                  | -                  | -                  | -           | -           | -           | 7      | -13    |
| Totale Bylis Ballsh | Totale Bylis Ballsh | Totale Bylis Ballsh | 14         | -24        |                 | 5               | -5              |                    | -                  | -                  |             | -           | -           | 19     | -29    |
| 2016-2017           | Luftëtari           | KS                  | 19         | -24        | CA              | 4               | -7              | -                  | -                  | -                  | -           | -           | -           | 23     | -31    |
| 2017-2018           | Luftëtari           | KS                  | 20         | -22        | CA              | 4               | -5              | -                  | -                  | -                  | -           | -           | -           | 24     | -27    |
| 2018-2019           | Luftëtari           | KS                  | 31         | -37        | CA              | 4               | -5              | UEL                | 1                  | 0                  | -           | -           | -           | 36     | -42    |
| Totale Luftëtari    | Totale Luftëtari    | Totale Luftëtari    | 70         | -83        |                 | 12              | -17             |                    | 1                  | 0                  |             | -           | -           | 83     | -100   |
| 2019-2020           | Gjilani             | SL                  | 3          | -5         | CK              | 0               | 0               | -                  | -                  | -                  | -           | -           | -           | 3      | -5     |
| 2020-2021           | Gjilani             | SL                  | 2          | -4         | CK              | 0               | 0               | UEL                | 0                  | 0                  | -           | -           | -           | 2      | -4     |
| Totale Gjilani      | Totale Gjilani      | Totale Gjilani      | 5          | -9         |                 | 0               | 0               |                    | 0                  | 0                  |             | -           | -           | 5      | -9     |
| 2021-2022           | Skënderbeu          | KS                  | 0          | 0          | CA              | 0               | 0               | -                  | -                  | -                  | -           | -           | -           | 0      | 0      |
| Totale carriera     | Totale carriera     | Totale carriera     | 160        | -218       |                 | 26              | -40             |                    | 1                  | 0                  |             | -           | -           | 187    | -258   |

## Palmarès

### Club

#### Competizioni nazionali
- Kategoria e Parë: 1

Vora: 2024-2025